# Eoscarta aurora
Eoscarta aurora är en insektsart som beskrevs av George Willis Kirkaldy 1909. Eoscarta aurora ingår i släktet Eoscarta och familjen spottstritar. Inga underarter finns listade i Catalogue of Life.